# Nikon D7000
Die D7000 ist eine digitale Spiegelreflexkamera von Nikon, die im Oktober 2010 in den Markt eingeführt und im März 2013 von der D7100 abgelöst wurde.

## Technische Merkmale
Der Bildsensor im DX-Format erlaubt Aufnahmen mit maximal 4928 × 3264 Pixeln. Die Herkunft des Bildsensors wurde nicht bekanntgegeben, jedoch gibt es Hinweise, dass dieser von Sony stammt.
Der Umfang des Belichtungsindexes der Kamera beträgt ISO 100–6400 und ist erweiterbar auf ISO 25.600. Sie kann bis zu 6 Bilder pro Sekunde aufnehmen. Die kürzest mögliche Belichtungszeit beträgt 1/8000 Sekunde, die Blitzsynchronzeit 1/250 Sekunde.
Zur Speicherung der Film- und Bilddaten kommen in der Kamera zwei SD Memory Cards zum Einsatz, wobei die Verwendung der Karten konfiguriert werden kann. Eine Variante ist das parallele Speichern der Bilder als JPG- und NEF-Datei. Eine andere Variante ist die Nutzung der zweiten Datei als Sicherungskopie. Schließlich ist es möglich, die zweite SD-Karte als Reservespeicher zu nutzen.
Die Kamera verfügt ferner über die Aufnahme-Modi U1 und U2: Fotografen können ihre individuellen Einstellungen (Weißabgleich, AF-Modi, Belichtungseinstellungen etc.) speichern und mit einem Drehknopf wieder einstellen.
An der Kamera lassen sich Objektive ohne CPU-Steuerung im manuellen Modus und mit Zeitautomatik benutzen.
Das 3 Zoll (7,62 cm) große LC-Display besitzt eine Auflösung von 640 × 480 Pixel (921.000 Subpixel).
Rück- und Oberseite des spritzwassergeschützten Kameragehäuses bestehen aus einer Magnesiumlegierung. Der Belichtungsmesser verfügt über 2016 RGB-Meßpunkte. Die Anzahl der Autofokussensoren beträgt 39, davon neun Kreuzsensoren.
Neben anderem Zubehör ist für die Kamera ein Batteriehandgriff mit Hochformatauslöser erhältlich, der sich ohne Entfernen des Akkufachdeckels ansetzen lässt.

### Videoaufzeichnung
Mit der Kamera können Videos in einer Auflösung von bis zu 1920 × 1080 Pixel (Full HD mit 24 Vollbildern pro Sekunde) und einer maximalen Länge von 20 Minuten im Quicktime-Format aufgezeichnet werden. Dabei ist auch die Verwendung des Autofokus während der Aufnahmen möglich.

### Zubehör
Die Kamera verfügt über den herstellereigenen Zubehöranschluss. Über das Kabel MC-35 kann beispielsweise ein GPS-Empfänger angeschlossen werden, um Geotagging der Aufnahmen zu ermöglichen. Die Schnittstelle verarbeitet neben den Positionsdaten auch Kompassinformationen (engl. Heading), obwohl Nikons eigener Empfänger GP-1 keine Unterstützung dafür bietet.

## Kritik
In der Fachpresse wurden verschiedene Merkmale der Kamera kritisiert:
Eine eingestellte Belichtungskorrektur wird zwar auf dem LC-Display durch ein Symbol (+ bzw. -) dargestellt, jedoch wird ihr Wert nur beim Drücken der Belichtungskorrekturtaste angezeigt. Die Blende lässt sich bei Objektiven ohne Blendenring (Typ G) im Live-View nicht verändern. Der Hersteller versucht zudem in der Kamera den Einsatz von Fremdhersteller-Akkumulatoren technisch zu verhindern.